# Шимон Старовольський
Шимон Старовольський (пол. Szymon Starowolski; 1588, с. Староволя, нині Пружанського району, Берестейська область, Білорусь — до 6 квітня 1656, Краків) — ксьондз (священик), ерудит, письменник, історик, педагог Речі Посполитої, за становим походженням шляхтич. Одні автори вважають його русином, інші — поляком.

## Життєпис
Народився 1588 року в с. Староволі Берестейського повіту (нині Пружанського району, Берестейська область, Білорусь) у сім'ї боярина без гербу (за іншими даними, дрібного шляхтича) Василя (Базилія) Адамовича Старовольського (пом. 1615) та його дружини Софії (Зофії) Заранек (пом. 1601), представниці шляхетського роду, який осів у Великому князівстві Литовському. Шимон був п'ятим сином у батьків, яким виставив надгробок з епітафією. Усі його старші брати стали військовиками; також мав двох сестер. Шимон сам видавав себе за шляхтича гербу Леліва (хоча Каспер Несецький хибно приписав йому герб Лодзя), що викликало сумніви в його сучасників. Однак Старовольський зумів переконати Шимона Окольського подати відомості про Старовольських у своєму гербівнику 1643 року.
Невідомо, де здобував початкову освіту. пізніше навчався у Краківському університеті.
Щонайпізніше в 1605 році перебував при дворі канцлера Яна Замойського, де, між іншим, познайомився з Шимоном Шимоновичем, а Замостя покинув після смерті коронного канцлера. Правдоподібно, у 1619 чи 1620 році перебував при дворі Яна Кароля Ходкевича; ймовірно, завдяки князям Острозьким став його канцлером та історіографом. Учасник Хотинської війни 1620—1621 років. У працях «Історія Сиґізмунда І» (1616 р.) і «Польща» (1632 р.) відзначав відвагу запорозьких козаків, підкреслював їхні заслуги в боротьбі проти кримських татар і Туреччини.
Якийсь час фінансово йому допомагав великий коронний маршалок Миколай Вольський, після смерті якого прийняв пропозицію стати прецептором («охмістром») Пйотра Потоцького, сина брацлавського воєводи Стефана Потоцького, з яким 1630-го виїхав за кордон. З початком 1632 року разом зі своїм вихованцем — майбутнім снятинським старостою Пйотром Потоцьким перебував у Лейвені, де між іншим познайомився з Рейнгольдом Гайденштайном. Відвідав Бучач, Потік Золотий, Біржай (пол. Birże) на межі 1640—1650 років; записав (завдяки цьому збереглись) тексти надгробних та пам'ятних епітафій у костелах у цих містах. У середині жовтня 1635 разом зі сином коронного гетьмана Станіслава Конецпольського Александером як його прецептор виїхав за кордон (Італія, Франція, Нідерланди) Після повернення додому в другій половині 1638 став асесором при дворі краківського єпископа Якуба Задзика (пол. Jakub Zadzik).
Був ерудитом, написав близько 70 творів обсягом 10000 сторінок, залишив велику бібліотеку.
Помер 4 квітня 1656 року в м. Кракові, яке тоді окупували шведи під час «потопу». Був скромно похований 6 квітня у вавельській катедрі.
У праці «Сотня польських письменників» Ш. Старовольський згадав 22 осіб, довший чи коротший час пов'язаних зі Львовом, а також 13 мешканців Руської землі. Разом це 35 осіб, що становить понад 14 % серед згаданих у Сотні 220 діячів.